# German Brass
German Brass ist ein Blechbläserensemble, das mit Umarrangements und Transkriptionen alter und neuer Musik auf reine Blechbläserbesetzung, teilweise ergänzt um Schlagzeug, auftritt. Das Ensemble unternimmt regelmäßig internationale Konzertreisen (meist unter dem Motto „Around the world“) und spielte zahlreiche Tonträger ein.

## Geschichte
Das Ensemble wurde 1974 ins Leben gerufen und trat bis 1983 unter den Namen Deutsches Blechbläserquintett, German Brass Quintett und Quintette à Cuivres Allemand in Erscheinung. Um die Musik Bachs für die Produktion Bach 300 besser arrangieren zu können, verdoppelte Enrique Crespo die Anzahl der Musiker des ursprünglichen Quintett zehn Jahre nach der Gründung auf zehn und gab ihm den neuen Namen German Brass. Einen Großteil der Arrangements, Transkriptionen alter Musik und neuen Kompositionen für die Gruppe erstellten Matthias Höfs, Enrique Crespo und Alexander Erbrich-Crawford. Besonderen Raum im Repertoire der Formation nimmt genreübergreifende Musik ein.
Dafür ist neben den vier Trompeten, drei Posaunen, zwei Hörnern und der Tuba auch ein Schlagzeug in dem Brass-Ensemble dazu gekommen.
Im Jahr 2011 kam es zu Differenzen um die Markenrechte für German Brass zwischen Enrique Crespo und den anderen Mitgliedern des Ensembles. Diese treten seither ohne den Posaunisten Crespo auf.
2016 erhielt das Ensemble für die CD Bach on Brass einen ECHO Klassik in der Kategorie Ensemble/Orchester.

## Musiker

### Aktive Musiker
- Trompeten: Matthias Höfs, Uwe Köller, Christian Höcherl, Manuel Mischel, Christoph Baerwind
- Hörner: Hanno Westphal, Klaus Wallendorf (auch Moderation)
- Posaunen: Emil Haderer, Uwe Füssel, Fritz Winter
- Tuba: Stefan Ambrosius
- Schlagzeug: Herbert Wachter

### Ehemalige Musiker
Ehemalige Mitglieder, Aushilfen bzw. Teilnehmer an CD-Einspielungen:
- Trompeten: Wolfgang Bauer, Günther Beetz, Josef Bierlmeier, Thomas Clamor, Hans Gansch, Konradin Groth, Karl Heinz Halder, Werner Heckmann, Georg Hilser, Martin Kretzer, Peter Lawrence, Hannes Läubin, Klaus Osterloh, Peter Send, Frieder Steinle, Richard Steuart, Hans Wolf
- Hörner: Carlos Crespo, Wolfgang Gaag, Jens Plücker, Ludwig Rast, Achim Reus, Will Sanders, Radovan Vlatković, Wolfgang Wipfler
- Posaunen: Siegfried Cieslik, Enrique Crespo, Alexander Erbrich-Crawford, Thomas Horch, Wolfram Arndt, Joachim Mittelacher, Stefan Poppe, Harry Ries, Eckhart Wiewinner
- Tuba: Dieter Cichéwicz, Heiko Triebener, Jürgen Wirth, Walter Hilgers

## Tonträger

### Schallplatten & CDs
- Das Deutsche Blechbläserquintett (1974)
- Bach 300 (1985)
- Samuel Scheidt[5] (1986)
- Panamericana (Quintett) (1987)
- Around The World (1989)
- German Brass In Concert (1990)
- Christmas Around the World – Windsbacher Knabenchor (1993)
- Spirit of Brass (1994)
- Around the World 2 (1997)
- On Stage – Overtures (1998)[6]
- Trumpets of Jericho (1998)
- On Tour (1999)
- Bach 2000 (1999)
- Odyssee in Brass (2000)
- Mit Bach ins 3. Jahrtausend (2000)
- Essentials – Best of German Brass
- … at the end of the Year! (2001)
- Bach – Dimensionen (2002)
- The Sound of Brass (2003)
- Evergreens (2003)
- Bach in Brass (2004)
- Power of Brass (2005)
- The Romantic Brass (2006)
- In Concert (2008)
- Fascination Bach (2009)
- Bach im 3. Jahrtausend (2010)
- Celebrating Wagner (2013)
- Fantastic Moments (2013)
- Bach on Brass (2016)
- Rhapsody (2017)
- Brass Hommage (2018)
- Trip to America (2019)
- It´s Christmas Time (2022)
- Overtures (2024)
- Angesagt (2024)

### DVDs
- Bach for Brass (2000)
- Swinging Bach